# 摩尔达维亚苏维埃社会主义自治共和国
摩尔达维亚苏维埃社会主义自治共和国（烏克蘭語：Молдавська Автономна Радянська Соціалістична Республіка）是1924年10月12日至1940年8月20日间隶属于乌克兰苏维埃社会主义共和国的苏联自治共和国，位于德涅斯特河与南布格河之间。
俄国内战期间此地在红军、白军和哥萨克之间几度易手。1920年红军胜利以后成为乌克兰苏维埃社会主义共和国的一部分。1924年3月7日成立摩尔达维亚自治州。1924年10月12日升格为苏维埃社会主义自治共和国。1940年8月2日摩尔达维亚苏维埃社会主义自治共和国撤销，原自治共和国最西边的6个区与比萨拉比亚6个完整的县和3个小部分的县组建成摩尔达维亚苏维埃社会主义共和国，其余地区划归乌克兰。

## 国旗
- （1925－1932）
- （1937－1938）
- （1938－1940）

## 国徽
- 1924年—1929年
- 1927年—1938年
- 1929年—1938年
- 1939年—1940年
- 1938年—1940年
- 1940年